# Цинхэ (Телин)
Цинхэ́ (кит. упр. 清河, пиньинь Qīnghé) — район городского подчинения городского округа Телин провинции Ляонин (КНР). Район назван по протекающей по его территории реке Цинхэ.

## История
Посёлок Цинхэ вместе с окружающей территорией был выделен из уезда Кайюань и стал районом городского подчинения в 1984 году.

## Административное деление
Район Цинхэ делится на 2 уличных комитета, 2 посёлка и 1 национальную волость (Нецзя-Маньчжурская национальная волость).

## Соседние административные единицы
Район Цинхэ на северо-востоке граничит с уездом Цифэн, а с остальных сторон полностью окружён городским уездом Кайюань.